# Europejski Fundusz Orientacji i Gwarancji Rolnej
Europejski Fundusz Orientacji i Gwarancji Rolnej (EFOiGR, od franc. FEOGA, ang. EAGGF – European Agriculture Guidance and Guarantee Funds) utworzony w kwietniu 1964 na podstawie traktatów rzymskich z 25 marca 1957 jako jeden z dwóch, obok Europejskiego Funduszu Społecznego, instrumentów służących wspomaganiu finansowania polityki strukturalnej. Zajmował się finansowaniem rolnictwa. Funduszami strukturalnymi zarządza tylko sekcja Orientacji. Kwota, jaką otrzymywało państwo nie zależała od jego poziomu rozwoju.
Fundusz podzielony był na dwie sekcje::
- orientacji – finansował działania podejmowane w ramach polityki strukturalnej i zajmował się modernizacją gospodarstw rolnych;
- gwarancji – finansował wydatki związane z realizacją zasady jednolitości rynku

W 1993 r. wydzielono z EFOiGR środki  strukturalne dla rybołówstwa, tworząc odrębny fundusz strukturalny tj. Finansowy Instrument Orientacji Rybołówstwa (dzisiejszy Europejski Fundusz Morski, Rybacki i Akwakultury). 
W 2007 r. pozostała część funduszu została zastąpiona przez dwa nowe, tj. Europejski Fundusz Rolny Rozwoju Obszarów Wiejskich (finansowanie działań strukturalnych z zakresu polityki rozwoju wsi) oraz Europejski Fundusz Gwarancji Rolnej (finansowanie działań z zakresu bezpośredniego wspierania produkcji rolnej oraz wspólnej organizacji rynków rolnych).